# Cantó de Pré-en-Pail
El cantó de Pré-en-Pail és un cantó francès del departament del Mayenne, situat al districte de Mayenne. Té 7 municipis i el cap és Pré-en-Pail.

## Municipis
- Boulay-les-Ifs
- Champfrémont
- Pré-en-Pail
- Ravigny
- Saint-Cyr-en-Pail
- Saint-Pierre-des-Nids
- Saint-Samson

## Història
| Data d'elecció                           | Identitat       | Partit           | Qualitat |
| ---------------------------------------- | --------------- | ---------------- | -------- |
| 1945-1958                                | Gustave Buat    | radical          |          |
| 1958-1976                                | Baptiste Hyvard | radical          |          |
| 1976-1988                                | Edmond Renard   | Divers droite    |          |
| 1988-                                    | Yves Cortès     | RPR, després UMP |          |
| les dades anteriors no són pas conegudes |                 |                  |          |
|                                          |                 |                  |          |

| A partir de 1990: Població sense dobles comptes |